# Catedral de Nuestra Señora del Rosario (Itabira)
La Catedral de Nuestra Señora del Rosario (en portugués: Catedral Nossa Senhora do Rosário) Es un templo católico situado en el municipio de Itabira, en el estado de Minas Gerais en el país sudamericano de Brasil. También es la sede episcopal de la diócesis de Itabira-Fabriciano, que también tiene otra sede, la catedral de San Sebastián, en la ciudad de Coronel Fabriciano.
La parroquia de Nuestra Señora del Rosario de Itabira del Mato Dentro  fue creada el 6 de abril de 1826. El templo, conocido como  Matriz do Rosário, fue construido en la primera mitad del siglo XIX. En 1965, con la creación de la Diócesis de Itabira, la iglesia del Rosario obtuvo la condición de catedral. El 9 de noviembre de 1970 después de un largo período de lluvia, una de las paredes laterales de la catedral colapsó y una de las torres fue gravemente dañada. La antigua catedral fue demolida y en el mismo lugar se construyó el templo actual. La construcción comenzó en 1976 y se terminó en 1985.